# Oberea antennata
Oberea antennata là một loài bọ cánh cứng trong họ Cerambycidae.